# Xích lô

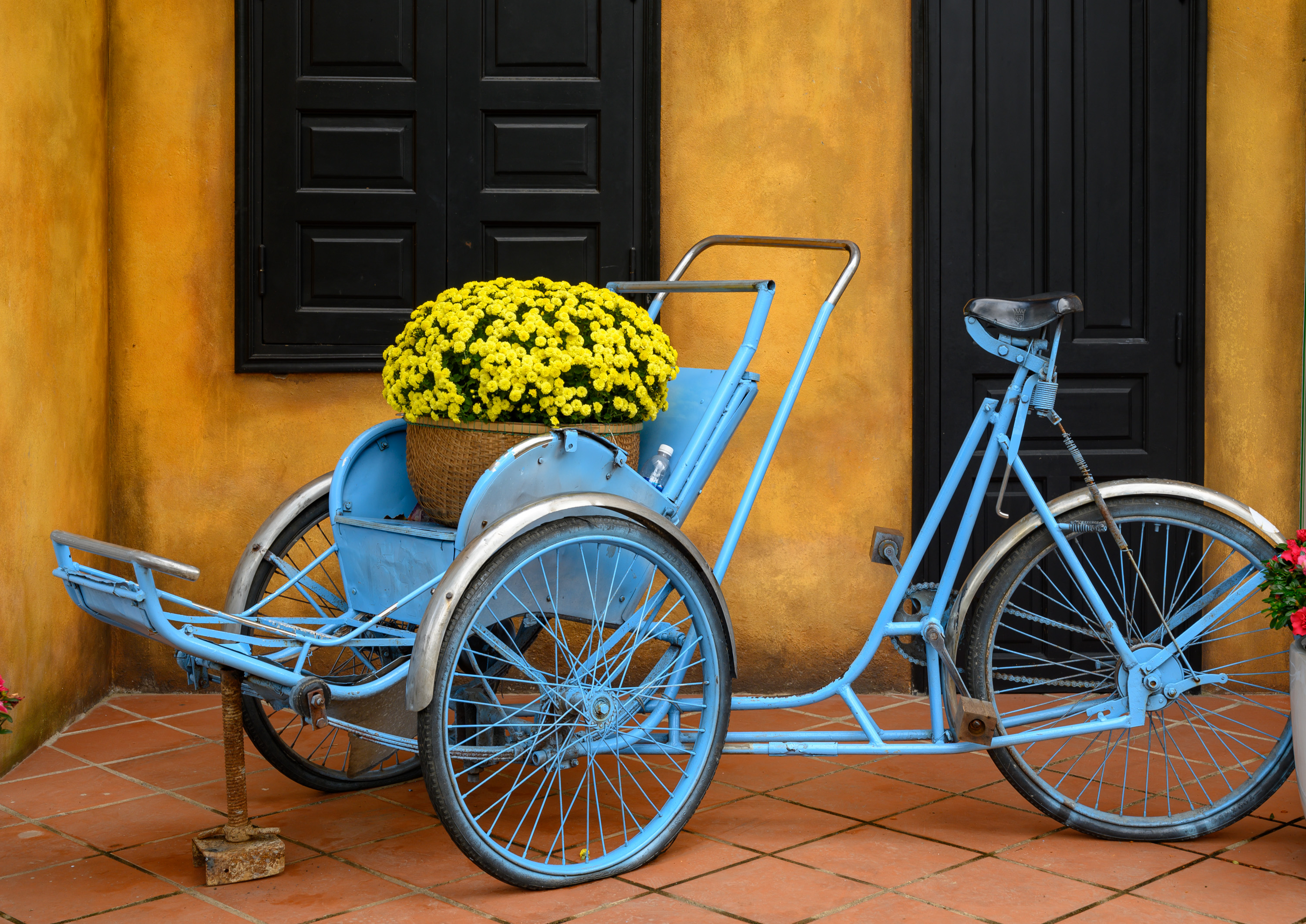
Một chiếc xích lô trưng bày tại Đà Nẵng

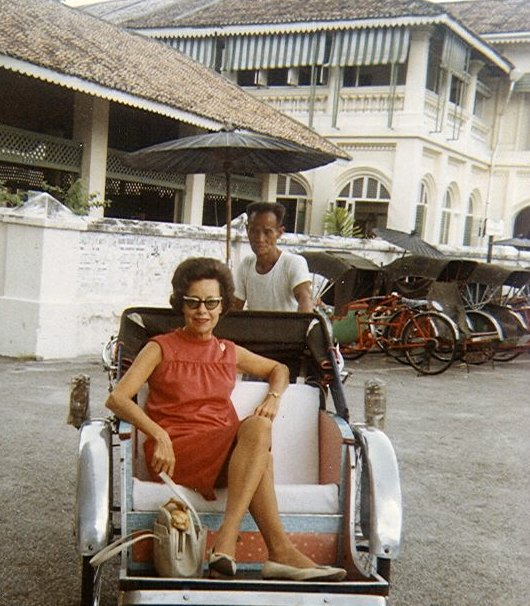
Xích lô tại Penang

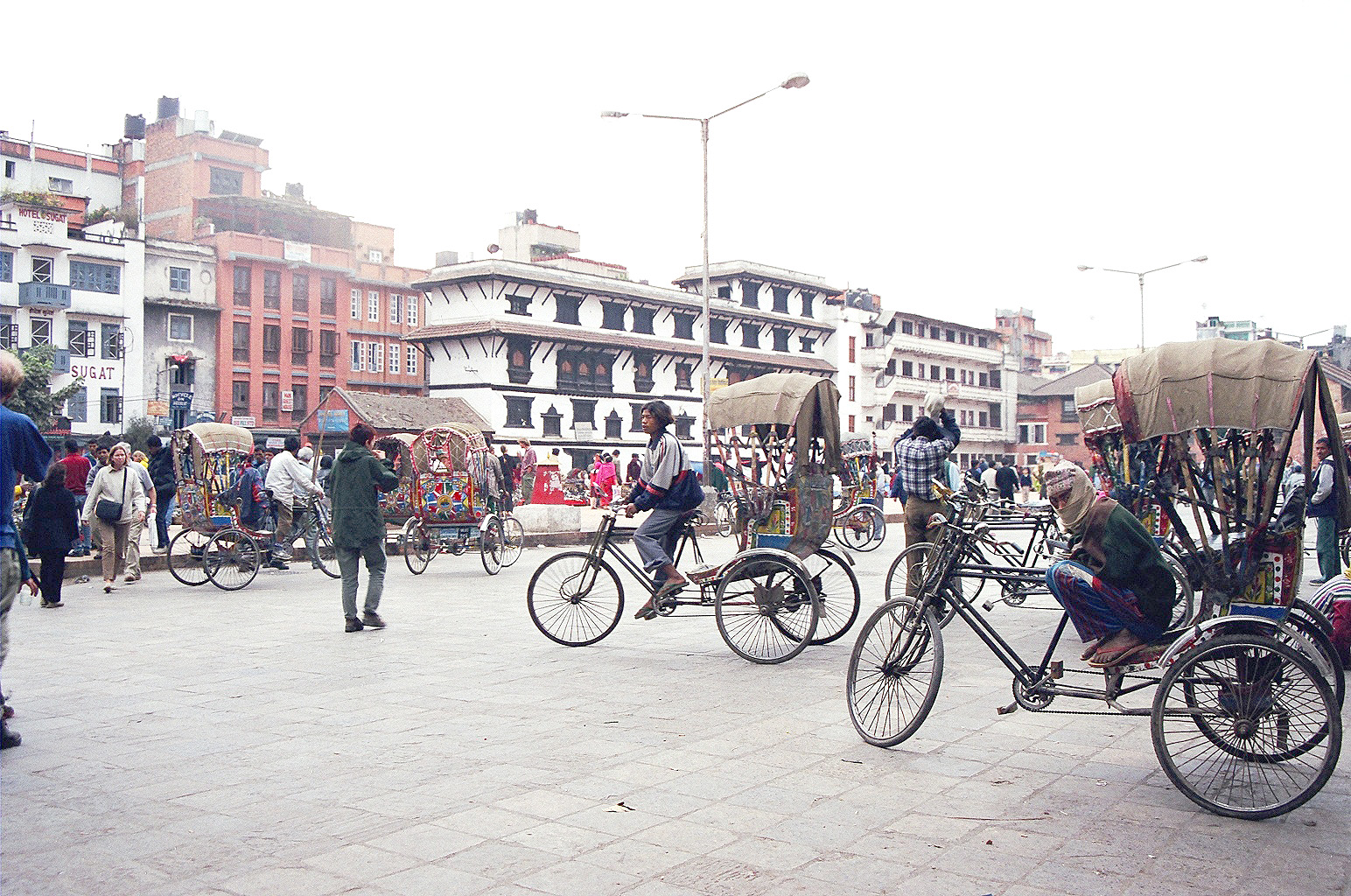
Xích lô tại Kathmandu, Nepal

Xe xích lô (từ tiếng Pháp: cyclo) là một phương tiện giao thông sử dụng sức người, có 3 bánh dùng để vận chuyển khách hoặc hàng hóa, thường có một hoặc hai ghế cho khách và một chỗ cho người lái xe. Người lái xe cũng vận hành nó như xe đạp thường, một vài loại có mô tơ để giúp người lái đỡ tốn sức, nếu có gắn động cơ thì gọi là xích lô máy. Thông thường xích lô có ba bánh. Loại xe đạp kéo thùng chở khách đằng sau trở thành xích lô thường gọi là xe lôi, phổ biến ở miền Tây Nam Bộ. Người chạy xe xích lô thông thường đạp xe đằng sau phần chở khách; nhiều loại có người đạp xe đằng trước. Từ "xích lô" có gốc từ cyclo trong tiếng Pháp. Xích lô sử dụng nhiều ở châu Á, hiện nay nó phổ biến hơn xe kéo nhiều. Xích lô cũng được sử dụng tại một số thành phố ở châu Âu và Mỹ, thường để chở khách đi du lịch.

## Lịch sử hình thành

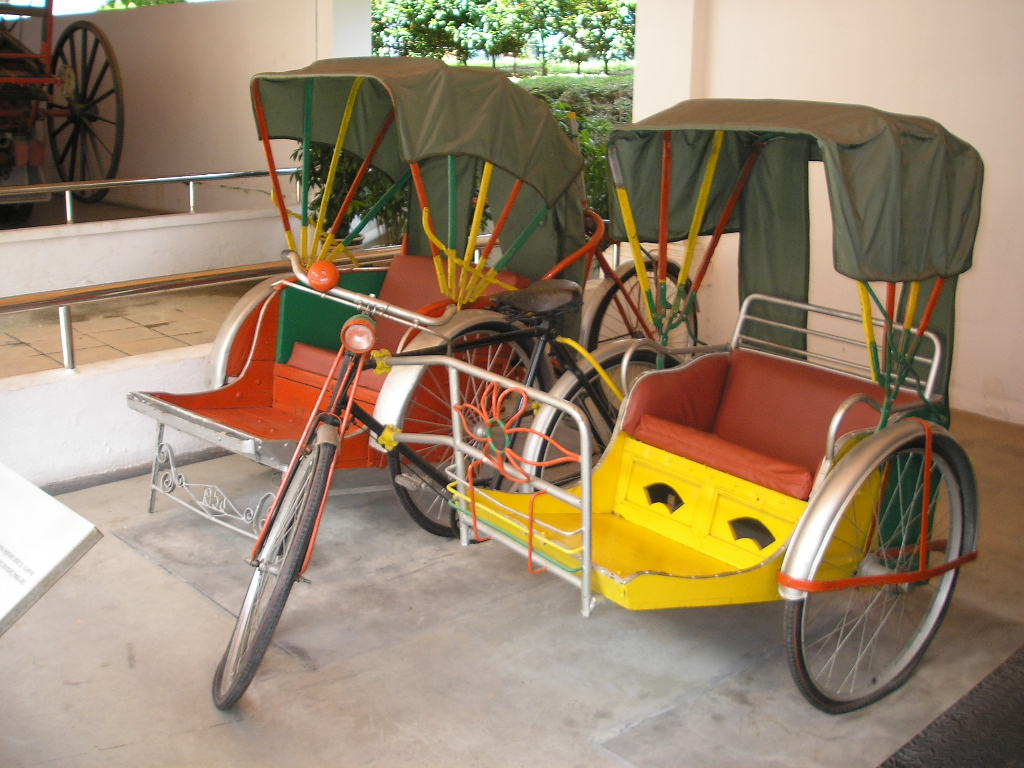
Xích lô tại Bảo tàng Quốc gia Johor, Mã Lai

Xe xích lô được cho là biến thân của xe kéo đã có từ thế kỷ 19. Động tác vận hành từ "kéo" chuyển sang "đạp" là do kết hợp với xe đạp vào đầu thế kỷ 20.
Theo nhà sử học Dương Trung Quốc, và cũng được kể lại bởi nhà báo Nguyễn Lưu, thì chiếc xích lô (cyclo) do một người Pháp miền Charente tên là Coupeaud phát minh ra vào năm 1939. Để quảng cáo cho phương tiện vận chuyển mới này, Coupeaud đã tổ chức một cuộc hành trình với chiếc xe chở khách chạy bằng 3 bánh từ Phnôm Pênh (thủ đô lớn nhất của Campuchia) tới Sài Gòn, với hai người đạp thuê đã thay phiên nhau đạp một mạch gần 200 km trong thời gian 17 giờ 23 phút. Số liệu thống kê cho biết, cuối năm 1939, Sài Gòn chỉ có 40 chiếc xích lô thì qua năm 1940, con số này đã là 200 chiếc. Tháng 2 năm 1941, tay anh chị khét tiếng Bảy Viễn cùng một người Pháp là Maurice lập công ty Mauvien (ghép tên 2 người) có 30 chiếc độc quyền ở khu vực Chợ Lớn…. Từ đầu thập niên 1960, tại Sài gòn xuất hiện xe xích lô máy, với động cơ 2 thì và với những phụ tùng, linh kiện, động cơ của hãng xe mô tô Peugeot nhập từ Pháp, loại 125 phân khối, dùng xăng pha nhớt.
Tuy nhiên theo soạn giả Tony Wheeler trong Chasing Rickshaws thì một loại xích lô (người đạp phía trước kéo hành khách ngồi phía sau) đã có mặt ở Singapore vào thập niên 1920. Trong khi đó kiểu xích lô người đạp phía sau, hành khách ngồi trước, thì năm 1936 đã xuất hiện ở Jakarta. Christopher Pym cũng ghi nhận là năm 1936 ở Nam Vang du nhập xe xích lô, nên sự việc ở Pháp năm 1939 chưa hẳn là "phát minh". Dù gì đi nữa thì loại xe ba bánh lấy sức người đạp ra đời khoảng thập niên 1920 và đến khoảng 1930 thì đã phổ biến ở châu Á.
Hiện nay, xe xích lô bị hạn chế sử dụng tại Việt Nam. Từ năm 2009, Hà Nội từng tổ chức hội nghị về quản lý hoạt động của xe xích lô trên địa bàn, và siết chặt quản lý đối với hoạt động xích lô, tiến tới việc xóa bỏ hoàn toàn loại xe này. Hiện nay, tại Hà Nội còn khoảng 300 xe xích lô thuộc 4 doanh nghiệp được cấp phép để phục vụ du lịch.

## Tại các quốc gia khác
Loại xe đạp ba bánh được cho là có tại Ấn Độ từ năm 1930.
Xe xích lô tại Malaysia thì gọi là Beca. Tại Trung Quốc gọi là 三輪車 (sānlúnchē, "tam luân xa"), Bangladesh gọi là রিকশা (riksha). Tại Trung Quốc, Ấn Độ, Bangladesh thì người đạp ở phía trước. Ở Malaysia người đạp và hành khách ngồi hai phía song song nhau. Tại Việt Nam và Campuchia lại khác: Cấu tạo chiếc xích lô bao giờ cũng dành chỗ cho hành khách ngồi phía trước; nhưng trong cấu tạo của xe lôi ở các tỉnh Nam Bộ thì trái lại.

## Các xe 3 bánh khác

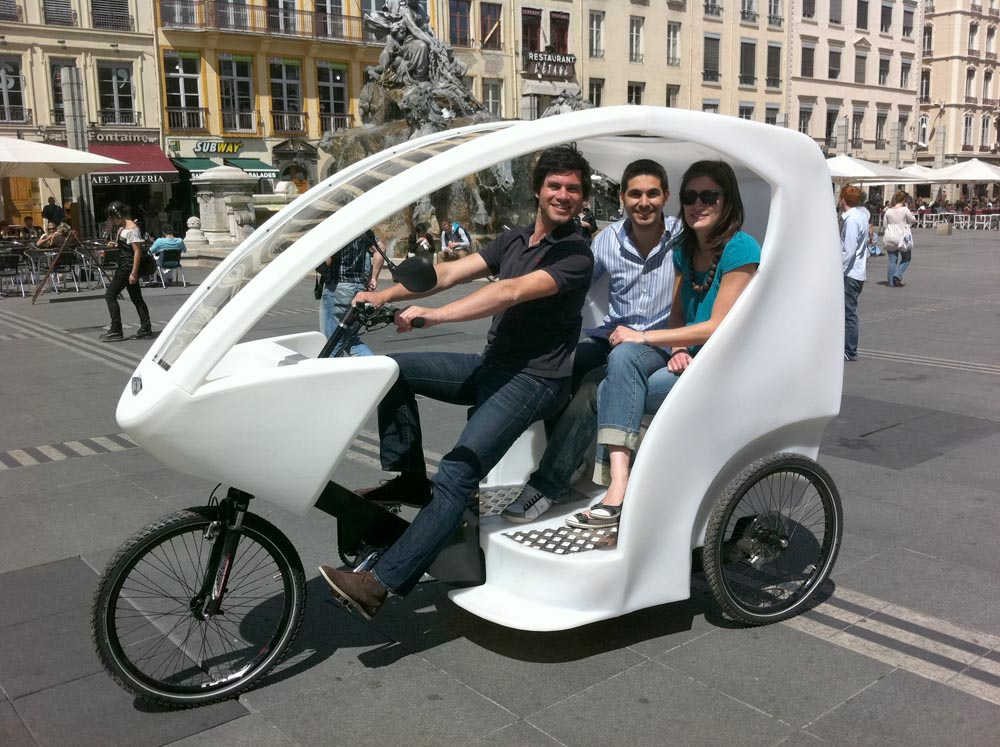
Một taxi ba bánh tự đạp tại Lyon

Loại xe đạp có 3 bánh chuyên dùng để chở hàng hóa ở phía trước xe thì gọi là xe ba gác. Nếu có gắn động cơ thì gọi là ba gác máy.
Loại xe 3 bánh chở khách có động cơ và mái che được gọi là xe lam, ở Thái Lan gọi là xe túc túc (tuk tuk).
Hiện nay, tại châu Âu, vào mùa hè, có những xe taxi đạp ba bánh, thường do sinh viên làm hè thêm để phục vụ du khách, gọi là cycle rickshaw, bike taxi, velotaxi, pedicab,...

## Trong văn hóa
Nhạc sĩ Võ Thiện Thanh có ca khúc "Xích lô" do Mỹ Tâm trình bày vào năm 2001, với những câu:
Xích lô, ai không hay đắn đo
Cứ lo trời nắng, cứ lo trời mưa, cứ lo toan thẫn thờ
Một mình ngửa mặt nằm im ngắm sao trời
Đèn đường bạn thân với đôi vai gầy...
Phim Cyclo, phát hành vào năm 1995 bởi đạo diễn Việt kiều Trần Anh Hùng, về người lái xe xích lô.